# Jan Knops
Jan Knops (Bocholtz, 26 februari 1934) is een Nederlands dirigent en trompettist.

## Levensloop
Knops kreeg zijn eerste muzieklessen bij de Koninklijke Philharmonie Bocholtz, waar hij eerst cornet à piston speelde en later op trompet wisselde. In de jaren 1950 was hij ook trompettist in het dansorkest "The Swing Boys".
Knops studeerde aan het Conservatorium Maastricht in de hoofdvakken trompet, HaFa-directie en piano, later ook schoolmuziek.
Hij was van 1967 tot 1971 dirigent van de Koninklijke Harmonie Sint-Philomena, Chevremont in Kerkrade. Met dit orkest werd hij in 1968 in de superieure afdeling van de Federatie van Katholieke Muziekbonden in Nederland (FKM) landskampioen en behaalde de oranje wimpel. Met de Koninklijke Fanfare "Concordia", Ulestraten nam hij in 1974 aan het Wereld Muziek Concours (WMC) te Kerkrade deel en behaalde een eerste prijs met lof van de jury. In 1978 gingen zij opnieuw naar het WMC in Kerkrade en veroverde het nationale en het wereldkampioenschap in de sectie fanfare.
Ook met de Koninklijke Harmonie van Heer oogstte hij succes in de ereafdeling van de FKM behaalde hij eveneens een 1e prijs met lof van de jury. De Société St. Martin Fanfare de Stein in Stein (Limburg) heeft hij van 1978 tot 1981 gedirigeerd. Met hen vierde hij successen in 1979 op het concours in Ransdaal en op het concours in Kerkrade in 1980 veroverde zij de oranje wimpel. In 1980 was hij ook voor korte tijd dirigent van de Harmonie Sint-Joseph Heerlerbaan Heerlen.
Sinds 1999 is hij dirigent van het Maastrichts Senioren Orkest.